# Adnan Nevic
Adnan Nevic (Sarajevo,  12 de outubro de 1999) foi o bebê escolhido para simbolizar a marca de seis bilhões de habitantes no planeta Terra. Ele é de etnia bosníaca, sendo o primeiro filho da muçulmana Helac Fatima de 29 anos de idade e de seu marido Jasminko Nevic. A criança nasceu pesando 3,5 kg no hospital Kosevo, na capital da Bósnia e Herzegovina. Adnan foi uma dos 370.000 crianças nascidas naquele dia em todo o mundo.
A escolha dele entre os cerca de 80 milhões de bebês nascidos em 1999 - oficialmente aleatória - tinha forte simbolismo político em uma cidade que fora arrasada por quatro anos de cerco dos sérvios (1992 a 1996) na guerra que se seguiu à dissolução da antiga Iugoslávia.
Em 2011, aos 12 anos, Nevic era uma celebridade local em Visoko, a cidade onde vivia, perto da capital da Bósnia. Desde o nascimento, porém, nem ele nem sua família receberam algum tipo de atenção - muito menos recursos - da Organização das Nações Unidas (ONU). Seu pai, Jasminko, enfrentava problemas de saúde, e a família sobrevivia de sua aposentadoria e de uma pequena quantia paga por Sarajevo enquanto o "garoto 6 bilhões" estivesse na escola.